# 1597 en musique classique
| \| • Retour à la chronologie générale de la musique classique • \| |
| Grèce • Rome • Haut Moyen Âge • VIIIe siècle • IXe siècle • Xe siècle • XIe siècle XIIe siècle • XIIIe siècle • XIVe siècle • XVe siècle • XVIe siècle • XVIIe siècle XVIIIe siècle • XIXe siècle • XXe siècle • XXIe siècle |
| • Retour à la chronologie générale de la musique classique • |

| Années en musique classique : 1594 - 1595 - 1596 - 1597 - 1598 - 1599 - 1600    |
| Décennies en musique classique : 1560 - 1570 - 1580 - 1590 - 1600 - 1610 - 1620 |

## Événements

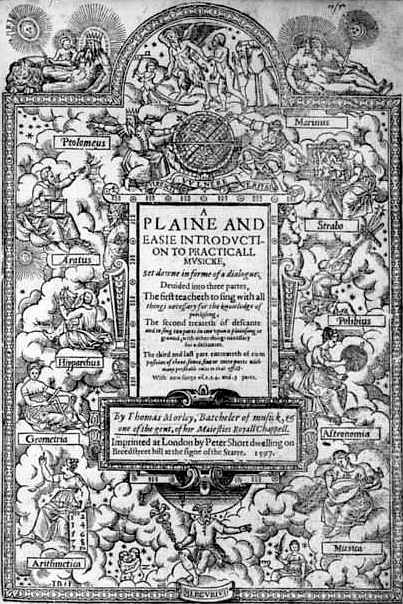
Plaine and Easie Introduction to Practicall Musicke de Thomas Morley

- Giovanni Gabrieli compose des Symphonies sacrées. Il pose les bases d’une musique pour instruments seuls (symphonia, canzoni, ricercari).
- Orazio Vecchi compose L'amfiparnasso.

## Œuvres
- A Plaine and Easie Introduction to Practicall Musicke, traité de musique de Thomas Morley.
- Intrade... 5 et 6 voci quarum in ommi genere instrumentorum musicorum usus potest, Liber I d'Alessandro Orologio, publié à Helmstedt.
- Moduli trium vocum, e sacris bibliis plerique omnes desumpti, de Jan Tollius.
- The first booke of songes or ayres (Premier Livre de chansons), de John Dowland.

## Naissances
- 22 juillet : Virgilio Mazzocchi, compositeur italien († 3 octobre 1646).

Date indéterminée :
- Andreas Düben, compositeur, musicien, organiste et maître de chapelle allemand († 7 juillet 1662).
- Biagio Marini, violoniste et compositeur italien († 1665).
- Pierre de Nyert, chanteur d'opéra français († 1682).

Vers 1597 :
- Luigi Rossi, compositeur italien († 19 février 1653))

## Décès
- 29 janvier : Elias Nicolaus Ammerbach compositeur, arrangeur et organiste allemand (° vers 1530)
- 25 décembre : Cristofano Malvezzi, compositeur italien (° 27 juillet 1547).